# Алекто (мифология)
Алекто́ — (др.-греч. Ἀληκτώ, также Ἀλληκτώ — непрощающая, безжалостная, непримиримая, а также никогда не отдыхающая) — в древнегреческой мифологии богиня мщения, одна из трёх Фурий или Эриний — дочерей Эреба и Нюкты (либо «дочь безбрачная Ночи», либо родилась от капель крови, хлынувших при оскоплении Урана. Её сёстры Мегера и Тисифона. Её призывает Гера у Вергилия.

## Влияние на современную культуру
- В честь Алекто назван астероид (465) Алекто, открытый в 1901 году и кратер на Дионе, спутнике Сатурна.
- Имя Алекто носит один из женских персонажей серии книг и фильмов про Гарри Поттера Алекто Кэрроу.